# دل‌های شجاع: اومیزارو
دل‌های شجاع: اومیزارو (انگلیسی: Brave Hearts: Umizaru) یک فیلم درام اکشن ژاپنی محصول سال ۲۰۱۲ به کارگردانی ایچیرو هاسومی و بر اساس مجموعه مانگای اومیزارو است.